# Русский охотничий клуб

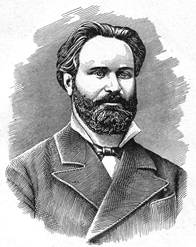
Основатель общества Л. П. Сабанеев

Русский охотничий клуб — общество любителей охоты, существовавшее в Москве в 1887—1917 годах.

## Предыстория
Ещё в 1862 году было создано Московское охотничье общество. Это была открытая, демократичная организация, членом которых мог стать любой признающий её цели и задачи. Однако, в 1877 году в этом обществе произошел раскол, несколько членов вышли из его состава и образовали новое – второе Московское общество любителей охоты. При этом первое — Московское общество охоты — стало называться Императорским обществом размножения охотничьих и промысловых животных и правильной охоты имени Александра II.
В конце XVIII века в Москве, как и прочих городах России, кроме указанных двух московских охотничьих обществ, создавались элитные охотничьи клубы, в числе которых был Русский охотничий клуб.

## История

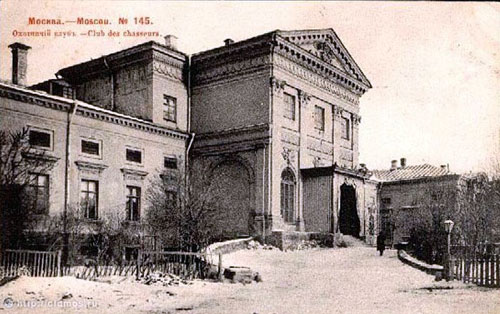
Здание клуба. Воздвиженка, 6

В 1887 году Л. П. Сабанеев составил Устав клуба, а 12 июня 1887 года товарищ министра внутренних дел, заведовавший полицией, генерал-лейтенант Шебеко утвердил его. Открытие клуба, как сообщала «Охотничья газета» в № 1 за 1888 год, состоялось 4 (16) января 1888 года.
Размещался клуб сначала на Тверской, а с 1892 года на Воздвиженке, дом № 6. 
Клуб поддержал издание нового ежемесячного иллюстрированного журнала «Природа и охота» — который фактически возник как слияние двух печатных изданий, естественно-исторических сборников «Природа» и «Журнала охоты». В 1888 году появилось оперативное издание для охотников и рыболовов: отдел небольших статей и корреспонденции журнала «Природа и охота» был выделен из него, дополнен рядом новых рубрик (например, таких, как «Практические заметки и наблюдения ружейных, псовых, конских и рыболовных охотников») и стал издаваться в виде еженедельной «Охотничьей газеты»; его редакторами-издателями были Л. П. Сабанеев и Н. В. Туркин. Основные материалы, публиковавшиеся в газете, относились к псовой ружейной охоте, охоте с ловчими птицами, содержанию животных, вопросам естествознания и рыболовства. Публиковались письма в редакцию и отчёты охотников. В постоянных рубриках «Охота по перу» или ружейных разделах освещались последние новинки, способы охоты, применяемые за границей. Газета наиболее оперативно информировала всех охотников России о новшествах в отрасли, давала самые свежие сведения о новых предприятиях и частных инициативах. 
При клубе была открыта охотничья библиотека, для которой выписывалась вся отечественная и иностранная охотничья периодика. В Залах Русского охотничьего клуба проходили различные мероприятия, в том числе выставки, балы, охотничьи обеды. Клуб имел систему присуждения различных наград и призов за достижения в области охоты, рыболовства — золотые и серебряные жетоны, медали и прочее. В клубе устраивались экспозиции охотничьего оружия, выставки аквариумов и рыболовных принадлежностей. Так весной 1887 года состоялась выставка рыболовных снастей и снаряжения. Жюри признало лучшими летние удилища и донки, представленные Л. П. Сабанеевым.
Члены клуба имели право пользоваться тиром Александровского училища.
Первоначально членами клуба были 156 человек; в начале XX века число членов клуба перевалило за 600, в том числе великие князья, крупные государственные сановники, предприниматели, деятели науки и литературы, увлеченные охотой, в их числе: светлейший князь Д. Б. Голицын (с 1889 года — начальник Императорской охоты), князь Л. А. Шаховской , князь Д. А. Оболенский, братья Рябушинские, князь А. И. Сумбатов, Бахрушины, В. А. Гиршман, В. А. Гиляровский, П. Д. Боткин, Морозовы, В. Д. Плевако, Н. А. Победоносцев, П. И. Щукин и многие другие аристократы и высокие чиновники.
После Октябрьской революции клуб прекратил своё существование. В его здании разместилась Академия Генштаба РККА.

## Интересные факты
В большом зале клуба в здании на Воздвиженке, каждую неделю давались спектакли Московского общества искусства и литературы; в сентябре 1898 года именно здесь познакомились А. Чехов и О. Книппер.
Здесь вечером 18 мая 1896 г. после ходынской трагедии в ходе коронационных торжеств на балу у французского посла присутствовал Император Николая II с супругой, что современниками было воспринято неоднозначно.